# نوروز (آلبوم)
نوروز نام آلبومی است با صدای شهرام ناظری که ضبط شده از روی اجرای صحنه ای در شهر کلن آلمان، در بهار ۱۹۹۰ می‌باشد . این اثر در سال ۱۹۹۵ منتشر شد. ناشر آن شرکت worldnetwork است.

## شرح اثر
- آواز: شهرام ناظری
- سرپرست گروه و آهنگساز: حسین علیزاده

### نوازندگان
- حسین علیزاده: تار
- فرخ مظهری: تار
- عبدالنقی افشارنیا: نی و سرنا
- سعید فرج‌پوری: کمانچه
- علی‌اکبر شکارچی: کمانچه
- جمال سماواتی: رباب
- مهدی ستایشگر: سنتور
- محمد قوی‌حلم: دف و دهل
- حسن زرگاری: تنبک
- شعر از : فولکلور کردی، حافظ، سعدی، ملک الشعرای بهار، رابعه قزادری، فردوسی و بابا طاهر.

تمامی قطعه‌ها به‌جز «نوروز» و «چهارمضراب» ساختهٔ حسین علیزاده است و قطعهٔ «سلام» نیز از ساخته‌های حسن کسایی می‌باشد .

### فهرست
روی الف: نوروز و موسیقی کرمانشاهی
- نوروز ( آواز بیات ترک)
- تید بو
- هریر هریره
- مگیره مگیرا
- لرزان لرزان

روی ب: دستگاه چهارگاه
- سلام
- تکنوازی کمانچه
- چهار مضراب
- گوشهٔ نغمه، تار و کمانچه
- گروه نوازی و آواز
- دو نوازی تار
- گوشهٔ پیش زنگوله
- تصنیف